# Midori (miasto)
Midori (jap. みどり市) – miasto w Japonii na Honsiu w prefekturze Gunma, na północ od Tokio. Ma powierzchnię 208,42 km². W 2020 r. mieszkały w nim 49 663 osoby, w 19 408 gospodarstwach domowych  (w 2010 r. 51 900 osób, w 18 328 gospodarstwach domowych).